# Loós János
Loós János József Simon (Rácalmás, 1908. július 11. – Veszprém, 1986.) magyar festő- és iparművész, pedagógus.

## Életpályája
Szülei: Loós János tanító (1880–1962) és Lux Ilona (1884–1960) voltak. 1933-ban végzett az Iparművészeti Főiskola művészképzőjében. 1935-ben a makói iparostanonc-iskola rajztanára, 1942-től igazgatója volt. 1947. decemberében szervezése által nyílt meg az ipariskola termeiben Ecsődi Ákos, Torma Imre, Nagy Gyula és saját műveiből rendezett képzőművészeti kiállítás. 1948-ban a veszprémi ipari iskola igazgatója lett. 1950-ben a székesfehérvári építőipari középiskola megszervezője volt, melynek szintén igazgatója volt 1951–1959 között. 1959-től a fővárosi középiskolák ábrázoló és műszaki rajz szakfelügyeletét látta el. 1968-ban nyugdíjba vonult. Veszprémben hunyt el 1986-ban.

## Munkássága
Az építőművészettel foglalkozott. 1938-ban megtervezte a földeáki református imaházat, melynek dísza a modern stílusú torony. Az ő munkája volt – a mára már lebontott – makó-rákosi neogótikus református templom is. Kerámiaműhelye hozott létre, tervezett bútorokat, alkotott dísztárgyakat, ötvösmunkákat, üvegfestményeket. A reklámgrafika is foglalkoztatta. 